# Parafia Wniebowzięcia Najświętszej Maryi Panny we Wielowsi
Parafia Wniebowzięcia Najświętszej Maryi Panny we Wielowsi – parafia rzymskokatolicka w diecezji gliwickiej w dekanacie toszeckim.

## Zasięg parafii
Do parafii należą wierni z następujących miejscowości: Wielowieś (ulice: Czarkowska, Gliwicka, Główna, Gminna, Klasztorna, Kościelna, Krótka, Młyńska, Ogrodowa, Parkowa, Polna, Słoneczna, Stawowa, Szafranka, Szkolna, Wolna i Zamkowa), Czarków (ulica: Wiejska), Kieleczka (ulica: Wiejska), Odmuchów (ulica: Wiejska) i Świniowice (ulice: Leśna, Młyńska, Strażacka, Szkolna i Wiejska).

## Proboszczowie
- ks. Piotr Franciszek Lepszy – administrator (14 czerwca 1980 – 19 czerwca 1984)
- ks. Piotr Franciszek Lepszy (20 czerwca 1984 – 23 sierpnia 2016)
- ks. Marcin Gruszka (23 sierpnia 2016 – 9 czerwca 2019)[1]
- ks. Tadeusz Paluch (od 10 czerwca 2019[1][2])
- ks. Piotr Paszko – administrator (od 25 kwietnia 2023–31 sierpnia 2024)[3]
- ks. Michał Nicpoń ( 2024 – )[3]

## Grupy działające w parafii
- Ministranci
- Caritas
- Orkiestra Wielowieś
- Siostry Elżbietanki
- Róże Rróżańcowe
- Dzieci Maryi

## Kościoły i kaplice mszalne
- Kościół Wniebowzięcia Najświętszej Maryi Panny w Wielowsi
- Kaplica Nawiedzenia Najświętszej Maryi Panny w Świniowicach
- Kaplica Miłosierdzia Bożego w Wielowsi

## Cmentarze
- Cmentarz parafialny przy ul. Młyńskiej w Wielowsi

## Księgi metrykalne
Parafia prowadzi księgi ślubów od 1766 roku, zgonów od 1804 roku i chrztów od 1809 roku.